# Puya kuntzeana
Puya kuntzeana är en gräsväxtart som beskrevs av Carl Christian Mez. Puya kuntzeana ingår i släktet Puya och familjen Bromeliaceae. Inga underarter finns listade i Catalogue of Life.